# Garsa arbòria vagabunda
La garsa arbòria vagabunda (Dendrocitta vagabunda) és un ocell de la família dels còrvids (Corvidae).
Habita els boscos clars del Pakistan, l'Índia, cap al nord fins les vessants de l'Himàlaia, Myanmar, Tailàndia (excepte el centre), Cambodja, centre i sud de Laos i sud del Vietnam a la Cotxinxina.